# Beverly Willis
Beverly Willis (Tulsa, 17 febbraio 1928 – Branford, 1º ottobre 2023) è stata un'architetta, pittrice e artista statunitense, membro dell'Istituto americano degli architetti (FAIA).
La Willis ha giocato un ruolo importante nello sviluppo di alcuni concetti architettonici e pratiche che hanno influenzato lo stile delle città americane e delle architetture. Ci sono successi della Willis nello sviluppo delle nuove tecnologie nell'architettura, progettazione urbana, nei criteri pubblici e nelle sue attività di dirigenza per conto di architetti molto conosciuti. Il suo lavoro più conosciuto è il palazzo "San Francisco Ballet" a San Francisco in California. Fu cofondatrice del National Building Museum, a Washington, D.C., e fondatrice della "Beverly Willis Architecture Foundation", un'organizzazione senza scopo di lucro che lavora per un cambiamento culturale delle donne nell'industria delle costruzioni attraverso la ricerca e l'istruzione.

## Biografia

### Origini e formazione
Nacque a Tulsa, in Oklahoma, figlia di Margaret Elizabeth Porter, un'infermiera, e di Ralph William Willis, un imprenditore nell'industria dell'olio ed agricoltore. Il fratello della Willis, Ralph Gerald Willis (1930–1999), prestò servizio nell'United States Army e andò poi a vivere nelle isole Fiji.
Durante la seconda guerra mondiale, all'età di 15 anni, la Willis imparò a pilotare un aereo ad elica monomotore, facendo parte del Women's Air Service. Si trasferì poi con la madre, che aveva divorziato, a Portland in Oregon, dove lei si diplomò. La Willis si laureò nel 1954 all'Università delle Hawaii con lode.

### Carriera

#### Willis Atelier
Dopo la laurea fondò il Willis Atelier a Waikiki, dove continuò la sua occupazione di pittrice di arte murale e di affreschi cominciata nel college dopo gli insegnamenti di Jean Charlot. Nello studio Charlot, la Willis introdusse collegamenti geometrici ed organici tra arte e natura analizzando piante, boccioli e fiori per scoprire la geometria dentro la natura. Le relazioni tra la natura, la geometria ed il mondo del bello hanno influenzato i suoi stili umanistici approcciati all'architettura.
Nel 1956, fu la pioniera di una tecnica per tavole per castelli di sabbia murali, una delle quali fu usata nello Shell Bar all'Hilton Royal Hawaiian. Lo Shell Bar, disegnato dalla stessa Willis, è stato visto nella serie TV Hawaiian Eye.

#### Architetti Beverly Willis
Nel 1958, la Willis aprì uno studio a San Francisco in California. La sua carriera rapida come artista multimediale ad Honolulu, nelle Hawaii ha guidato il suo lavoro in un negozio di design, per il quale è stata riconosciuta a livello nazionale. Nel tardo 1960, quando c'è stato il boom dell'espansione suburbana, la Willis combinò la sua esperienza nella vendita al dettaglio con l'alloggiamento su larga scala, che è evoluto in progetti per le istituzioni, pianificazione e sviluppo urbano. Divenne conosciuta per i suoi approcci innovativi usati da nuovi e svariati edifici come: il San Francisco Ballet Building, il primo edificio negli Stati Uniti progettato esclusivamente per essere usato per una Compagnia di Ballo e come Scuola; i negozi dell'Union Street, che alcuni storici hanno descritto come un contributo iniziale per spingere al riutilizzo degli edifici storici; il Manhattan Village Academy, una Scuola Superiore di New York che è stato un prototipo per nuove tecniche di insegnamento in piccole scuole.
Le innovazioni della Willis si sono basate su una vasta ricerca ed i disegni architettonici sono stati sviluppati da specifiche, spesso nuove, funzioni architettoniche, dando ad ogni edificio un aspetto personale. Tra i più importanti lavori della Willis c'è lo sviluppo in-house e lo sviluppo del programma per computer Approccio computerizzato per l'analisi residenziale della Terra, abbreviato in CARLA, nel 1970. Nel 1995, la Willis ha fondato l'Istituto Ricerca Architettonica per studiare il futuro sviluppo delle città mondiali. Nel 1997, il National Building Museum ha pubblicato il suo libro Invisible Images– The Silent Language of Architecture. Rendendosi conto che i lavori significativi ed i contributi all'architettura delle donne non sono inclusi nella storia dell'architettura e capendo che il futuro è basato sul passato, ha fondato la Beverly Willis Architecture Foundation, nel 2002, con lo scopo di cambiare la cultura dell'architettura tramite la ricerca e l'educazione.

### Morte
È deceduta nel 2023, per complicazioni della malattia di Parkinson. Aveva 95 anni.